# Kaspar Wetli

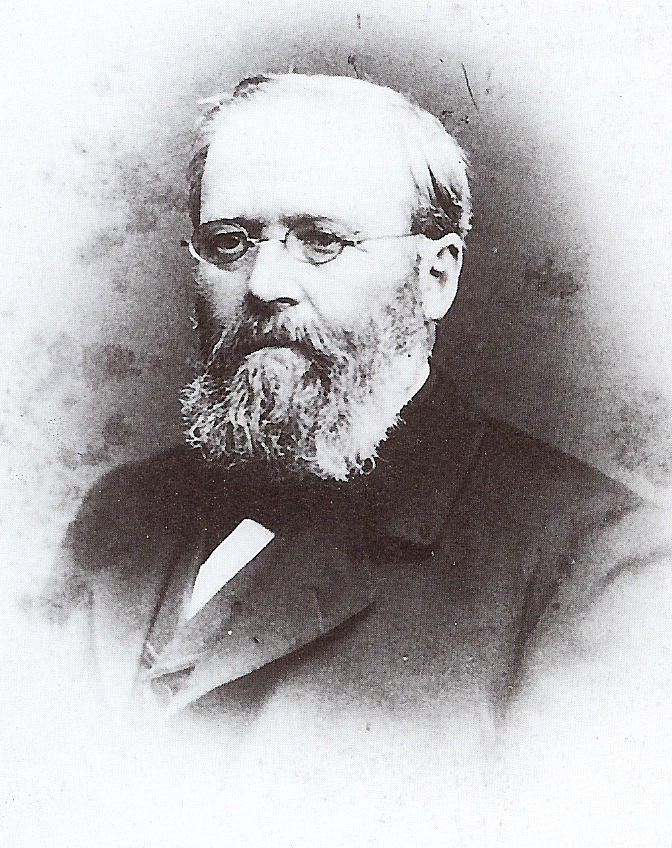
Kaspar Wetli

Kaspar Wetli (* 1. September 1822 in Allenberg (Gemeinde Männedorf); † 30. März 1889) war ein Schweizer Ingenieur.

## Leben
Wetli absolvierte ein Ingenieursstudium und wurde dann Zürcher Kantonsingenieur, wobei er für den Strassenbau zuständig war. Seine der Nachwelt bekanntesten Erfolge erzielte er aber im Eisenbahnbau. So war er Initiator der rechten Zürichsee-Linie der Schweizerischen Nordostbahn. Als die Gemeinde Wädenswil auf der linken Zürichseeseite beabsichtigte, eine Strasse zum Wallfahrtsort Einsiedeln zu bauen, wandte sie sich an Kaspar Wetli, der den Grundstein für die Wädenswil-Einsiedeln-Bahn legte. Diese sollte wegen der grossen Steigung von 5 % mit dem von ihm entwickelten Walzenradsystem betrieben werden. Sie besteht noch heute, wurde aber nach einem Unfall mit dem Walzenradsystem als reine Adhäsionsbahn fertiggestellt.
Daneben war Wetli auch noch Oberingenieur der Glatthalbahn der Vereinigten Schweizerbahnen (VSB; nicht zu verwechseln mit dem Tramnetz Zürich Nord, welches auch als Glattalbahn bezeichnet wird) und bei den Studien zur nie realisierten Lukmanierbahn beteiligt.
Er war auch dafür verantwortlich, dass der Orthogonalplanimeter verbessert wurde. Die von ihm verbesserte Bauart wird als Orthogonalplanimeter-Bauart Wetli-Hansen bezeichnet.